# 金马镇 (舒兰市)
金马镇，是中华人民共和国吉林省吉林市舒兰市下辖的一个乡镇级行政单位。

## 行政区划
金马镇下辖以下地区：
金马社区、金马村、黎明村、五一村、长胜村、跃进村、永发村、新胜村、团结村、德福村、新华村和朝阳村。